# Heteromyias albispecularis
La balia neoguineana cenerina (Heteromyias albispecularis (Salvadori, 1876)) è un uccello della famiglia dei Petroicidi originario della Nuova Guinea.

## Tassonomia
È una delle due specie del genere Heteromyias. In passato era classificata in un'unica specie, nota anch'essa come Heteromyias albispecularis, assieme alla balia australiana frontegrigia dell'Australia. Da alcuni studiosi veniva posta anche nel genere Poecilodryas. Descritta dal naturalista italiano Tommaso Salvadori nel 1876, la petroica cenerina appartiene alla famiglia dei cosiddetti «pettirossi australasiatici», i Petroicidi. Gli studi sull'ibridazione del DNA condotti da Charles Sibley e Jon Ahlquist spinsero gli studiosi a classificare questo gruppo nel parvordine dei Corvida, che comprende molti Passeriformi tropicali e australiani, tra i quali i Pardalotidi, i Maluridi, i Melifagidi e i Corvidi. Tuttavia, grazie a ricerche molecolari più recenti, è stato scoperto che i Petroicidi appartengono invece a uno dei rami più antichi dell'altro parvordine degli Oscini, i Passerida (o uccelli canori «avanzati»).
Attualmente vengono riconosciute tre sottospecie:
- H. a. albispecularis (Salvadori, 1876) (Nuova Guinea nord-occidentale);
- H. a. rothschildi Hartert, 1930 (Nuova Guinea centrale);
- H. a. armiti De Vis, 1894 (Nuova Guinea orientale e sud-orientale).

## Descrizione
Con una lunghezza di 15–18 cm, la balia neoguineana cenerina è un petroicide piuttosto grande e tarchiato. Ha la testa e le guance di colore nero fuligginoso, con una striscia bianca che si allunga verso l'indietro a partire dalla regione oculare. Il bianco della gola spicca tra il color camoscio delle regioni inferiori e il marrone-oliva di quelle superiori. Un'altra macchia bianca è presente sulle ali, costituite da penne di colore scuro. Il becco è grigio-nero, gli occhi sono marrone scuro e le zampe rosa chiaro.

## Distribuzione e habitat
La balia neoguineana cenerina vive lungo le catene montuose centrali che attraversano la Nuova Guinea (sia nel Papua Occidentale che nella Papua Nuova Guinea), tra i 1400 e i 2600 m di quota. All'interno delle foreste pluviali nelle quali abita si incontra da sola o, più raramente, in coppie, tra il sottobosco o sul terreno.

## Biologia

### Alimentazione
È insettivora, e spesso va in cerca di cibo al suolo. Cattura formiche, coleotteri, fasmidi, centopiedi e lombrichi.

### Riproduzione
Il nido è costituito da una sorta di coppa poco profonda fatta di corteccia, erbe, ramoscelli e foglie secche, fissati e legati assieme da tela di ragno. La struttura è posta generalmente a 1–3 m di altezza dal suolo. La femmina depone un unico uovo, di 24×20 mm, di color bianco-crema o bianco-oliva, punteggiato da macchioline color marrone chiaro o malva, generalmente concentrate attorno al polo maggiore.